# Axelle Dauwens
Axelle Dauwens, née le 1er décembre 1990 à Knokke (Belgique), est une athlète belge dont la discipline de prédilection est le 400 mètres haies.

## Palmarès

### 200 m
- 2011 :  CB en salle 2011 - 24,32 s

### 400 m
- 2009 :  CB - 55,11 s
- 2010 :  CB en salle 2010 - 56,20 s
- 2010 :  CB - 54,01 s
- 2011 : 4e en série CE U23 à Ostrava - 54,01 s

### 60 m haies
- 2016 :  CB en salle - 8,47 s

### 400 m haies
- 2011 : 7e en série aux Universiades à Shenzhen - 59,61 s
- 2012 :  CB - 57,22 s
- 2012 : 5e en séries CE à Helsinki - 57,19
- 2013 : 4e en série aux Universiades à Kazan - 57,53 s
- 2013 :  CB - 55,96 s
- 2013 : 5e en série CM à Moscou - 56,85 s
- 2014 :  CB - 55,81 s
- 2014 : 7e CE à Zürich - 56,29 s (en ½ fin. 55,63 s)
- 2015 :  CB - 55,93 s
- 2015 : 5e en ½ fin. CM à Pékin - 55,82 s
- 2016 :  CB - 55,68 s
- 2016 : 6e en ½ fin. CE à Amsterdam - 56,62 s
- 2016 : 7e en série JO à Rio - 57,68 s
- 2017 :  CB - 56,75 s

### 4 x 400 m
- 2010 : 7e en série CE à Barcelone - 3.37,56